# Ngân hàng Trung ương Thụy Sĩ
Ngân hàng Quốc gia Thụy Sĩ (SNB) là ngân hàng trung ương Thụy Sĩ. Cơ quan này chịu trách nhiệm đối với chính sách tiền tệ của Thụy Sĩ và cho phát hành tiền franc Thụy Sĩ.
Tên của các tổ chức trong bốn ngôn ngữ chính thức của quốc gia là: tiếng Đức: Schweizerische Nationalbank; tiếng Pháp: Banque Nationale Suisse; tiếng Ý: Banca Nazionale Svizzera; tiếng Romansh: Banca Naziunala Svizra.
SNB là một Aktiengesellschaft theo quy định đặc biệt. Khoảng 55% cổ phần thuộc sở hữu của các tổ chức công cộng như bang và ngân hàng bang. Các cổ phiếu còn lại được giao dịch trên thị trường chứng khoán. Họ chủ yếu là thuộc sở hữu của cá nhân riêng. Ngân hàng Nhà nước Thụy Sĩ có hai văn phòng chính, một là ở Bern và một ở Zurich.

## Chức năng nhiệm vụ

### Chính sách tiền tệ
Ngân hàng Quốc gia Thụy Sĩ thi hành chính sách tiền tệ của đất nước như một ngân hàng trung ương độc lập. Đó là nghĩa vụ quy định trong hiến pháp Thụy Sĩ và quy chế hành động phù hợp với lợi ích của đất nước nói chung. Mục tiêu chính của ngân hàng này là để đảm bảo ổn định giá cả, trong xem xét thích đáng đến sự phát triển kinh tế. Khi làm như vậy, nó tạo ra một môi trường thích hợp cho sự tăng trưởng kinh tế.

### Cung cấp và phân phối tiền
Ngân hàng quốc gia được giao phó đặc quyền phát hành tiền. Nó cung cấp tiền cho nền kinh tế để đáp ứng các tiêu chuẩn cao về chất lượng và an ninh. Cơ quan này cũng được Liên bang giao nhiệm vụ phân phối tiền.

### Giao dịch thanh toán không dùng tiền mặt
Trong lĩnh vực giao dịch thanh toán không dùng tiền mặt, Ngân hàng Quốc gia cung cấp dịch vụ thanh toán giữa các ngân hàng. Đây được giải quyết trong hệ thống Swiss Interbank Clearing (SIC) thông qua tài khoản tiền gửi được giữ với Ngân hàng Nhà nước.